# Microangiopatia trombotica
La microangiopatia trombotica è una patologia caratterizzata da trombosi delle arteriole e dei capillari associata a danno dell'endotelio, il tessuto che riveste internamente i vasi sanguigni. Clinicamente può manifestarsi con trombocitopenia, anemia, porpora e insufficienza renale. Le microangiopatie trombotiche classiche sono la sindrome emolitico-uremica e la porpora trombotica trombocitopenica. Altre malattie associate allo stesso quadro patologico sono la coagulazione intravascolare disseminata, la sclerodermia (in particolare le manifestazioni renali della malattia), la nefroangiosclerosi maligna, la sindrome da anticorpi antifosfolipidi e alcune forme di tossicità da farmaci, in particolare quella da inibitori della calcineurina come ciclosporina e tacrolimus.

## Eziologia
La microangiopatia trombotica riconosce diverse cause, tutte riconducibili a due possibili vie patogenetiche: fattori esterni capaci di provocare danno vascolare (virus, tossine batteriche come la tossina di Shiga e l'endotossina, anticorpi, farmaci) e condizioni predisponenti congenite, come la carenza di fattore tissutale necessario per la coagulazione del sangue. Entrambe le vie conducono ad aumentata predisposizione dell'endotelio alla formazione di trombi, adesione dei leucociti all'endotelio danneggiato, consumo di fattori del complemento, aumento della distensione (shear stress) della parete vascolare e anomalie nella frammentazione del fattore di von Willebrand. L'evento centrale e più importante è il danno delle cellule endoteliali, che riducono la produzione di prostaglandine e prostaciclina perdendo la loro fisiologica resistenza alla trombosi. L'adesione dei leucociti all'endotelio e l'anomala frammentazione del fattore di Von Willebrand contribuiscono all'aumento nella formazione dei trombi.
Le tossine batteriche sono la causa principale di un tipo di microangiopatia trombotica nota come sindrome emolitico-uremica (SEU). Essa può essere a sua volta suddivisa in due categorie: quella associata alla Shiga-tossina, che solitamente si manifesta con diarrea, e la forma atipica non associata alla tossina. La tossina di Shiga inibisce il legame del tRNA alla subunità 60S del ribosoma, inibendo così la sintesi proteica. La mancanza di proteine cellulari che ne risulta danneggia le cellule endoteliali del glomerulo, innescando la coagulazione. La SEU atipica può essere associata a varie infezioni, con o senza diarrea, o a particolari condizioni genetiche. Questa categoria comprende tutte le forme con eziologia poco chiara. In pazienti con SEU atipica sono state identificate tre mutazioni dei fattori del complemento. Anche per diversi farmaci chemioterapici è stata dimostrata la capacità di danneggiare le cellule riducendone la produzione di prostaciclina; per questo è stata coniata una nuova definizione di "SEU associata a chemioterapia". La capacità di indurre microangiopatia trombotica (sotto forma di SEU o di PTT) è stata dimostrata anche per i farmaci antitumorali più recenti e specifici come gli anticorpi monoclonali e gli inibitori del VEGF.
Il secondo tipo di microangiopatia trombotica è la porpora trombotica trombocitopenica (PTT), che a sua volta si può suddividere in 3 categorie: congenita, idiopatica e non idiopatica.  La forma congenita e quella idiopatica sono generalmente associate a difetti di ADAMTS13, una zinco-metalloproteasi che in questo caso scinde il fattore di von Willebrand in frammenti più grandi del normale, provocandone l'adesione alle piastrine con formazione di trombi. Mutazioni genetiche che provocano la produzione di forme difettose di ADAMTS13 sono state riscontrate in diverse famiglie europee, sia in omozigosi che in eterozigosi. Alcuni studi hanno identificato vie patogenetiche comuni tra SEU e PTT, mentre altri autori esprimono perplessità circa la loro patogenesi comune.
Anche l'inibizione del VEGF (fattore di crescita dell'endotelio vascolare) può innescare una microangiopatia trombotica per danno dei piccoli vasi glomerulari. È probabile che la mancanza di VEGF provochi il collabimento delle fenestrature dell'endotelio glomerulare, provocando il danno del microcircolo associato alla microangiopatia trombotica.

## Segni e sintomi
La presentazione clinica della microangiopatia trombotica, anche se variabile in relazione al tipo, può comprendere febbre, anemia emolitica microangiopatica con presenza di schistociti all'esame microscopico del sangue periferico, insufficienza renale, trombocitopenia e manifestazioni neurologiche. Generalmente le manifestazioni renali sono predominanti nella SEU associata a Shiga-tossina e nella SEU atipica, mentre quelle neurologiche sono più tipiche della PTT. Gli individui colpiti da forme lievi di PTT possono presentare episodi ricorrenti caratterizzati da convulsioni e calo della vista. Nei casi più gravi di microangiopatia trombotica o in assenza di trattamento può instaurarsi un danno multiorgano nel momento in cui i trombi ialini si diffondono interessando il cuore, il sistema nervoso centrale, i reni, il fegato e altri organi importanti.

## Trattamento
Il successo del trattamento dipende dal tipo di microangiopatia. Alcuni pazienti con SEU atipica o PTT rispondono bene all'infusione di plasma o alla plasmaferesi, ma comunque i risultati della terapia sono transitori, specialmente nelle forme congenite.